# Дідух Петро Олексійович
Петро Олексійович Дідух (нар. 12 липня 1973, м. Івано-Франківськ) — український правник, полковник, начальник управління Служби безпеки України в Івано-Франківській області з 9 квітня 2015 року до 11 вересня 2019 року.

## Життєпис
Має вищу юридичну та військову освіту.
У 2014—2015 роках керував Антитерористичним центром в УСБУ області, був радником начальника УСБУ з питань координації антитерористичної діяльності.

### Особливості роботи в Івано-Франківському УСБУ
Заступниками начальника УСБУ стали Сергій Костянтинович Цідило — перший заступник (нар. 17 лютого 1972), Богдан Борисович Грошко (нар. 1970 року, мешканець Тернополя) та Олег Петрович Салюк.
При Дідуху працівники управління стали регулярно відслідковувати, хто і з якою метою хоче потрапити в Україну загалом і в область зокрема. Також стали працювати над поверненням військових полонених.
Упродовж 2015—2016 років управління припинило діяльність чотирьох організованих злочинних груп з міжнародними зв'язками. Під час спецоперацій затримано 20 осіб, ліквідовано 2 нарколабораторії (в Івано-Франківській та Черкаській областях), вилучено з незаконного обігу лабораторне обладнання для виготовлення наркотиків, 32 680 пігулок subutex, понад кілограм психотропної речовини амфетамін, 29 кілограмів наркотичного засобу канабіс, понад тисячу штук рослин конопель, окрім того, в учасників угруповань вилучили 3 гранати РГД-5, пістолет ПМ та більше сотні патронів до нього. Повідомлено про підозру 20 особам, з них 15 — у скоєнні злочинів у складі організованих злочинних груп. За «кришування» наркобізнесу та участь у ньому затримано чотирьох правоохоронців.
У сфері боротьби з корупцією затримано та повідомлено про підозру у вимаганні та отриманні незаконної винагороди 19 особам, у тому числі чотирьом — за скоєння злочинів за попередньою змовою групами осіб. Серед них — співробітники МВС, ДПтС, Держприкордонслужби, міграційної служби, керівний склад вищих навчальних закладів. Перекрито канал нелегальної міграції, організатор перебуває під вартою.
За матеріалами управління 11 осіб засуджено за вчинення корупційних злочинів та 11 осіб — за наркозлочини, в тому числі 4 — за вчинення злочинів у складі ОЗУ, двох осіб засуджено за нелегальне переправлення осіб через державний кордон. У рамках кримінальних проваджень вилучено 26 одиниць вогнепальної зброї, 18 гранат, тротилову шашку.